# Système 6
Vous lisez un « bon article » labellisé en 2013.
Logiciel Système 6, dont le nom est souvent simplifié en Système 6, est la sixième version du système d'exploitation des ordinateurs Macintosh, publiée par Apple en avril 1988. Il supporte, comme le Système 4.2, le MultiFinder, qui permet l'utilisation simultanée de plusieurs applications grâce à un système multitâche coopératif. Il est fourni avec plusieurs modèles Macintosh à partir de sa publication et jusqu'à la sortie du Système 7 en 1991. La version boîte coûte alors 49 $.

## Distribution

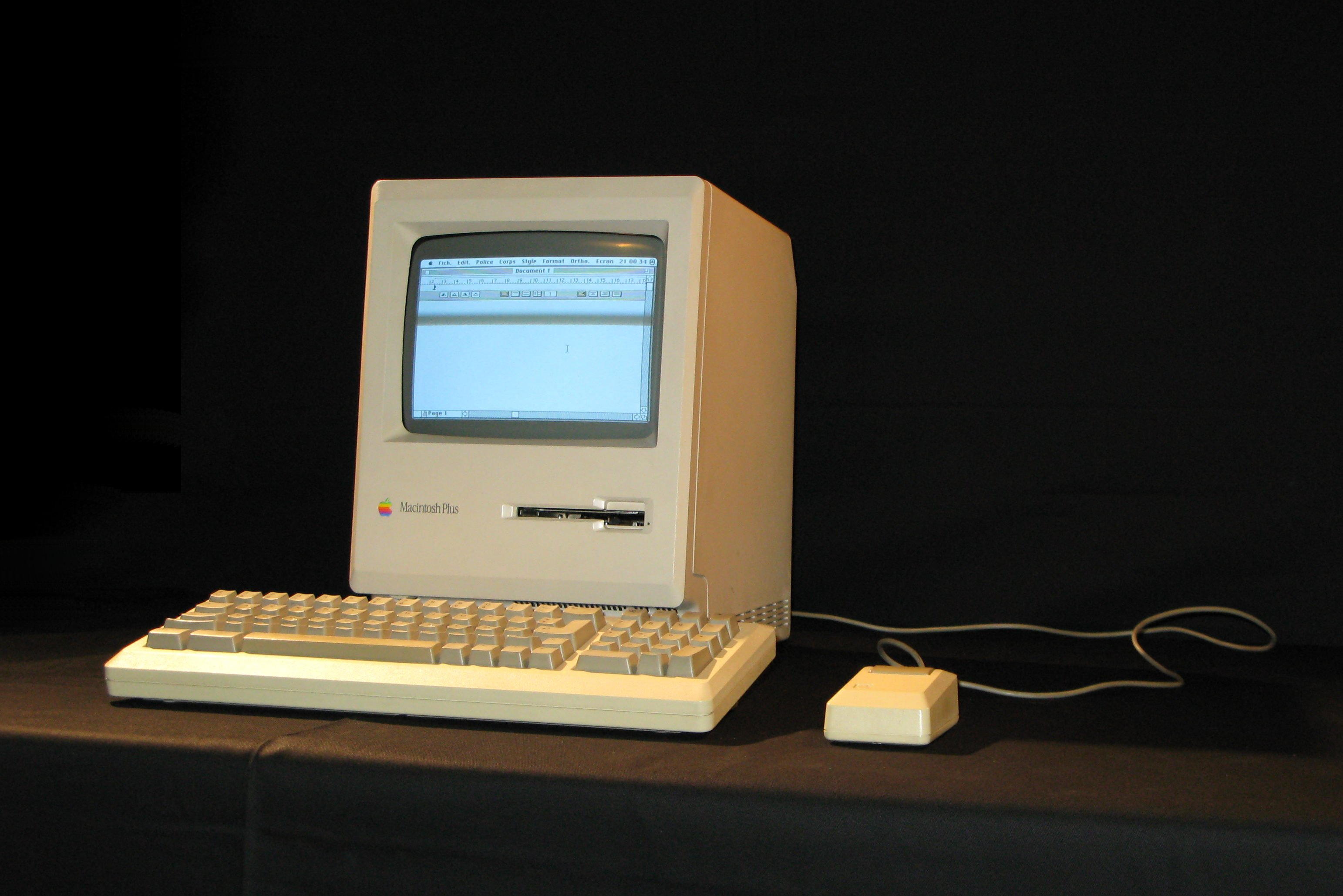
Un Macintosh Plus : sorti en 1986, il est un des plus anciens ordinateurs supportés officiellement par le Système 6

Publié en avril 1988, le Système 6 correspond alors aux versions 6.0 du Système et du MultiFinder, et 6.1 du Finder.  La numérotation prévue initialement était 6.1 pour le Finder, 4.4 pour le Système et 1.1 pour le MultiFinder, mais ces deux dernières versions ont été changées en 6.0 juste avant la sortie publique, afin d'unifier les numéros de version et d'éviter les confusions. Le Système 6 est notamment vendu par des revendeurs agréés par Apple, la version boîte coûtant 49 $,. N'importe quelle version du système peut être trouvée sous la forme de quatre disquettes de 800 kilooctets environ chacune. Ces disquettes sont intitulées « System Tools », « Printing Tools », « Utilities 1 » et « Utilities 2 » en anglais. Les versions 6.0.7 et 6.0.8 peuvent, quant à elles, être trouvées sous la forme de quatre disquettes de 800 kilooctets ou de deux disquettes de 1,4 mégaoctets, ces deux disquettes portant le nom de « Disque système » et « Compléments système » (respectivement « System Startup » et « System Additions » en anglais). Les versions 6.0.3, 6.0.5 et 6.0.8 sont aujourd'hui distribuées gratuitement par Apple.
La version 6.0.1 n'est jamais sortie officiellement, puisqu’après avoir commencé à la distribuer aux développeurs, Apple découvre un bug majeur, relatif à l'espacement des caractères de polices utilisés par le système pour l'affichage. Une version 6.0.2 corrigeant le problème est alors publiée rapidement, mais cette modification tardive entraîne une certaine confusion car Apple réutilise des disquettes estampillées « 6.0.1 » pour accueillir cette nouvelle version. En effet, plutôt que de devoir changer ce numéro sur des disquettes déjà prêtes, Apple préfère le laisser et ajouter un erratum, afin d'éviter un allongement du délai avant la sortie de la version 6.0.2.

## Fonctionnalités

### MacroMaker
MacroMaker est un utilitaire introduit avec le Système 6 qui permet à l'utilisateur d'enregistrer, sous la forme de « macros », une succession de caractères tapés au clavier et de mouvements de souris. Son icône est une cassette audio sortant d'un écran et son interface utilisateur est créée pour ressembler le plus possible à un magnétophone,. L'utilitaire est fourni sur une disquette livrée avec le Système 6 et son installation nécessite de le déplacer vers le dossier Système.
MacroMaker est vite critiqué pour son manque de fonctionnalités en comparaison de celles proposées par l'utilitaire AutoMac III de Microsoft, qui est déjà commercialisé à la sortie du Système 6. Lors d'un clic de souris, MacroMaker n'enregistre pas le bouton sur lequel l'utilisateur a cliqué, mais la position de la souris à ce moment précis. Cela déplaisait aux utilisateurs cherchant à créer des macros complexes, étant donné que l'enregistrement effectué par l'utilitaire n'est plus fonctionnel lorsqu'une des fenêtres a été déplacée ou n'a pas été ouverte. La macro peut alors être inopérante, voire entraîner des comportements différents de ceux désirés initialement.
MacroMaker disparaitra avec l'avènement du Système 7 et l'introduction d'AppleScript, solution alternative et plus poussée.

### Font/DA Mover
Font/DA Mover (DA pour Desk Accessory, « accessoire de bureau ») est un utilitaire se trouvant sur une disquette fournie avec les disquettes système du Système 6. L'icône de l'utilitaire représente un camion. Il permet de gérer les polices de caractères ainsi que les accessoires de bureau. Il est possible d'ajouter, de supprimer mais également de créer des polices, en attribuant à chacune un nom et une taille, dans la limite de 52 polices activées. Quatre ne peuvent toutefois pas être supprimées car elles sont utilisées par le système : Geneva 9 et 12, Monaco 9 et Chicago 12. Deux accessoires sont livrés avec l'utilitaire : un puzzle et un calepin.

### Multitâche
Le multitâche coopératif est introduit sous Macintosh en avril 1985 par Andy Hertzfeld, après son départ d'Apple. Alors programmeur de Radius Corp (en), entreprise spécialisée dans les périphériques et accessoires Macintosh qu'il a cofondée, il conçoit et vend à Apple un programme du nom de Switcher,. Celui-ci autorise l'utilisateur à lancer plusieurs applications simultanément, bien qu'une seule soit en réalité active à un instant donné, et à passer de l'une à l'autre facilement. Les applications ouvertes partagent entre elles les données du presse-papier. Cependant, Switcher n'est pas pleinement compatible avec de nombreux programmes et n'affiche pas les fenêtres des autres applications ouvertes en arrière-plan. Apple introduit dans le Système 5 une fonctionnalité qui remplace Switcher  : le MultiFinder,. Davantage utilisé et plus sophistiqué dans le Système 6, le MultiFinder peut être activé ou désactivé, le changement nécessitant toutefois un redémarrage. Désactivé, le Finder se ferme automatiquement lorsque l'utilisateur lance une autre application, ce qui permet de libérer de la mémoire vive. Activé, le système se comporte comme un système multitâche classique, c'est-à-dire avec la fenêtre de l'application active au premier plan et le bureau ainsi que les fenêtres des autres applications ouvertes à l'arrière-plan. Le Système 6 permet également à l'utilisateur de lancer automatiquement une application lors du démarrage.

### Support matériel
Le Système 6 inclut le support des imprimantes lasers Apple ImageWriter LQ (en) et PostScript. Les pilotes permettent l'utilisation de l'ImageWriter LQ via le réseau local AppleTalk ainsi que celle des feuilles de papier au format tabloïd. Le Système 6 inclut en outre QuickerGraf (appelé QuickerDraw à l'origine,,), également développé par Andy Hertzfeld,, l'un des programmes utilisés par le système afin d'accélérer l'affichage couleur par QuickDraw sous le Macintosh II.

## Interface utilisateur
L'interface utilisateur offerte par le Système 6 ne diffère que très peu de celle de ses prédécesseurs. La corbeille est toujours présente sur le bureau. Elle se vide automatiquement lorsque l'utilisateur quitte le Finder. Si le MultiFinder est désactivé, cela se produit à chaque fois qu'une application est lancée. Certains dossiers, dont le dossier Système, possèdent une icône personnalisée. L'affichage du contenu d'un dossier peut se faire sous forme d'icônes (de petite taille ou de taille normale), ou par liste. Dans ce dernier cas, les éléments peuvent être triés par nom, par date de la dernière modification, par taille ou par type.
Jusqu'à 15 accessoires de bureau peuvent être installés à la fois, parmi lesquels, inclus dans le système : un album (servant à stocker différentes données : images, tableaux ou textes souvent utilisés, pour les rendre plus accessibles), une calculette, un visualiseur clavier, une horloge (servant également d'alarme), un accessoire permettant la recherche de fichiers, le « sélecteur », outil relatif à AppleTalk, ou encore le tableau de bord (gérant différents réglages systèmes). Deux autres accessoires sont livrés sur la disquette de Font/DA Mover (un puzzle et un calepin).
L'icône de l'application ouverte au premier plan est affichée dans le coin en haut à droite de l'écran.

## Limitations

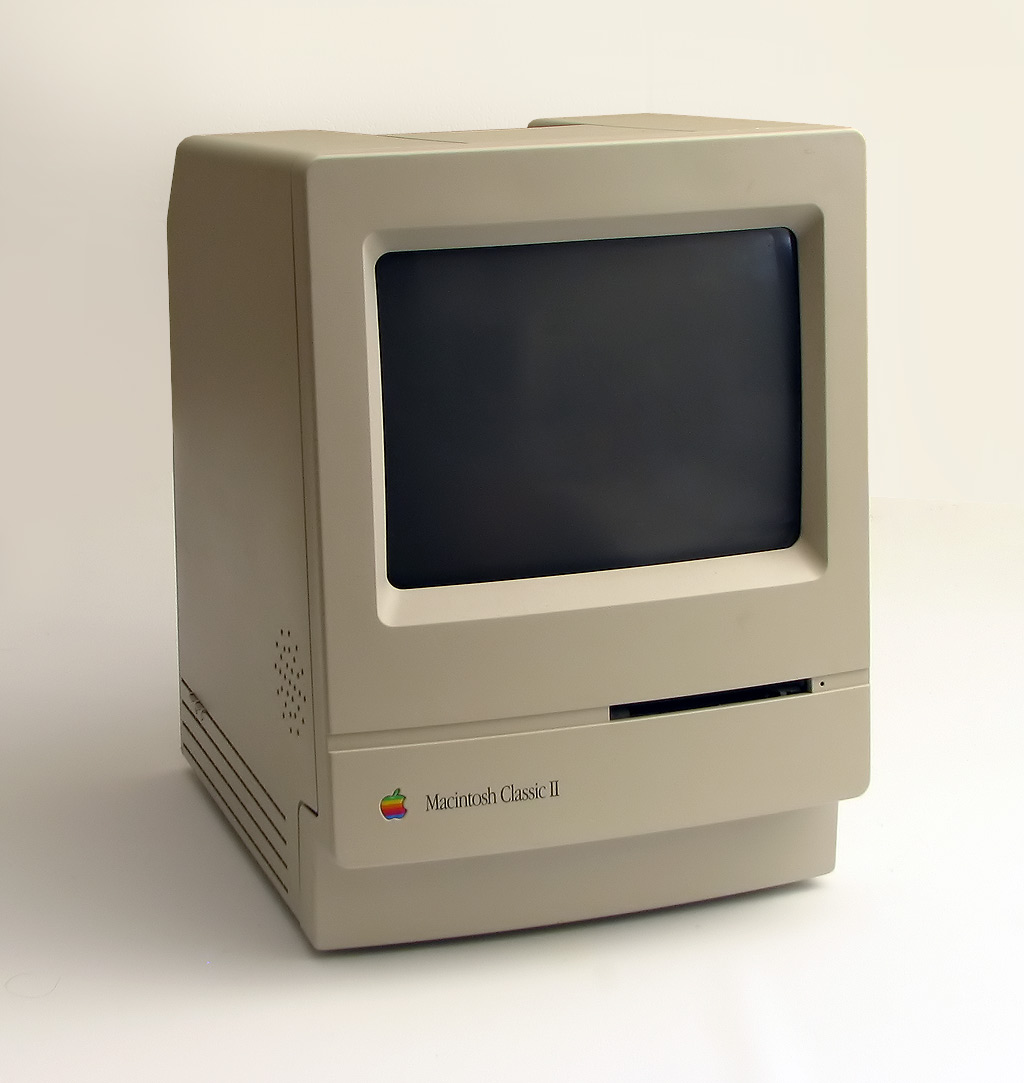
Un Macintosh Classic II, pouvant adresser jusqu'à 10 Mo de mémoire vive avec la version 6.0.8L du système.

Le Système 6 utilise un système d'adressage mémoire de 24 bits, ce qui autorise en théorie un maximum de 16 mégaoctets (Mo) de mémoire vive. En réalité, seuls 8 Mo sont réservés par le système pour cette dernière. Cela est probablement lié au fait que les ordinateurs de la famille Macintosh II, ainsi que le Macintosh SE/30, ne peuvent adresser, en mode 24 bits, qu'un maximum de 8 Mo de mémoire vive. Ainsi, sur un Macintosh II par exemple, lors de l'utilisation de quatre barrettes de mémoire SIMM de 4 Mo chacune, le système affiche une capacité de 16 Mo installés, alors que 8 d'entre eux sont inutilisables. La version 6.0.8L du système apporte le support de 10 Mo maximum de mémoire vive pour les Macintosh Classic, Classic II, LC, LC II, et PowerBook 100.
Le Système 6 utilise le format Hierarchical File System (HFS) pour la gestion des fichiers, ce qui entraine plusieurs limitations :
- la taille maximale gérée pour un volume est de 2 gigaoctets ;
- le système ne peut pas gérer plus de 65 536 fichiers ;
- le nombre de fichiers se trouvant dans un dossier ne peut pas excéder 32 767.

Le menu Apple, représenté par une petite pomme située dans le coin en haut à gauche de l'écran, ne peut pas être utilisé pour lancer des applications. Les fichiers et dossiers présents sur le bureau, apparaissant sous la forme d'icônes, ne se trouvent pas rassemblés dans un unique dossier, comme ce sera le cas plus tard sur Système 7 et les systèmes suivants. À la place, le système mémorise chaque élément présent sur le bureau. Cette méthode présente l'inconvénient d'empêcher l'utilisateur de naviguer vers le bureau depuis une application autre que le Finder, y compris depuis des boîtes de dialogues lors de l'ouverture ou de l'enregistrement d'un fichier par exemple. Par ailleurs, ces boîtes de dialogues restent très primitives, et conservent un aspect quasiment inchangé depuis 1984 et le Système 1.
Les alias ne sont pas gérés par le système, tout comme la personnalisation des icônes de fichiers et de dossiers. Ces problèmes seront résolus par le Système 7.
Le Système 6 permet en outre très peu de personnalisation. Le fond d'écran est composé d'un ensemble de carrés de 8 pixels de côté mis bout-à-bout. Ces pixels sont noirs ou blancs, et peuvent être modifiés par l'utilisateur dans le tableau de bord. Dès 1989, le besoin de changement dans l'interface utilisateur du Système 6 se fait sentir, ce dernier présentant un retard certain sur le récent système d'exploitation NeXTSTEP, qui, contrairement au Système 6, tire davantage profit de l'usage de sons, possède une gestion des fichiers moins limitée ainsi qu'une gestion des fenêtres plus poussée.

## Réception
Les premières versions du Système 6 sont instables, de nombreux développeurs de logiciels tiers n'ayant pas reçu de copies avant sa sortie publique, ce qui cause d'importants problèmes de compatibilité. Ainsi, au début, des programmes tels que Microsoft Excel, Microsoft Works ou 4e Dimension (4D) ne sont pas pleinement compatibles avec le Système 6. Des bugs sont également présents dans des fichiers d'extensions de Color Manager, Script Manager ou encore Sound Manager. Lors de la distribution aux développeurs de la version 6.0.1 du système, Apple annonce avoir corrigé 66 bugs,. Toutefois, un bug majeur, relatif à l'espacement des caractères de polices utilisées par le système pour l'affichage, est trouvé dans cette version, et ce après le début de sa distribution. Apple publie donc rapidement une version 6.0.2 qui corrige ce problème, avant même que la version 6.0.1 ne soit publiée officiellement. Certains utilisateurs préfèrent cependant attendre encore davantage avant de passer sous le Système 6, à cause de la réputation qu'il a acquise.

## Compatibilité
Le Système 6 est officiellement supporté par Apple sur différentes machines, parmi lesquelles certaines sont vendues avec ce système. D'autres ordinateurs Apple non supportées officiellement peuvent toutefois se révéler partiellement voire pleinement compatibles.
| Macintosh                  | Date du modèle | 6.0.8        | 6.0.7         | 6.0.5         | 6.0.4 | 6.0.3 | 6.0.2 |
| -------------------------- | -------------- | ------------ | ------------- | ------------- | ----- | ----- | ----- |
| 128K                       | 1984           | Non          | Non           | Non           | Non   | Non   | Non   |
| 512K                       | 1984           | Non          | Non           | Non           | Non   | Non   | Non   |
| 512Ke                      | 1986           | Oui          | Oui           | Oui           | Oui   | Oui   | Oui   |
| Macintosh XL               | 1985           | Non          | Non           | Non           | Non   | Non   | Non   |
| Plus                       | 1986           | Oui          | Oui           | Oui           | Oui   | Oui   | Oui   |
| SE                         | 1987           | Oui          | Oui           | Oui           | Oui   | Oui   | Oui   |
| SE/30                      | 1989           | Oui          | Oui           | Oui           | Oui   | Oui   | Oui   |
| Classic                    | 1990           | Oui          | Oui           | Non           | Non   | Oui   | Non   |
| Classic II                 | 1991           | Oui : 6.0.8L | Non           | Non           | Non   | Non   | Non   |
| Portable                   | 1989           | Oui          | Oui           | Oui           | Oui   | Non   | Non   |
| II                         | 1987           | Oui          | Oui           | Oui           | Oui   | Oui   | Oui   |
| IIx                        | 1988           | Oui          | Oui           | Oui           | Oui   | Oui   | Oui   |
| IIcx                       | 1989           | Oui          | Oui           | Oui           | Oui   | Oui   | Non   |
| IIci                       | 1989           | Oui          | Oui           | Oui           | Oui   | Non   | Non   |
| IIfx                       | 1990           | Oui          | Oui           | Oui           | Non   | Non   | Non   |
| IIsi                       | 1990           | Oui          | Oui           | Non           | Non   | Non   | Non   |
| LC                         | 1990           | Oui          | Oui           | Non           | Non   | Non   | Non   |
| LC II                      | 1992           | Oui          | Non           | Non           | Non   | Non   | Non   |
| Quadra 700                 | 1991           | Non          | Non           | Non           | Non   | Non   | Non   |
| Quadra 900/950             | 1991/1992      | Non          | Non           | Non           | Non   | Non   | Non   |
| PowerBook 100              | 1991           | Oui : 6.0.8L | partiellement | partiellement | Non   | Non   | Non   |
| PowerBook 140 145/145B/170 | 1991/1992/1993 | Non          | Non           | Non           | Non   | Non   | Non   |

## Historique des versions
| Version du système | Nom de code | Date de publication | Version du Finder | Version du MultiFinder | Version de LaserWriter | Informations de publication                                                               |
| ------------------ | ----------- | ------------------- | ----------------- | ---------------------- | ---------------------- | ----------------------------------------------------------------------------------------- |
| 6.0                | inconnu     | avril 1988          | 6.1               | 6.0                    | 5.2                    | Publication initiale.                                                                     |
| 6.0.1              | inconnu     | (jamais sortie)     | 6.1.1             | 6.0.1                  | 5.2                    | Publication pour le Macintosh IIx.                                                        |
| 6.0.2              | inconnu     | septembre 1988      | 6.1               | 6.0.1                  | 5.2                    | Publication de maintenance.                                                               |
| 6.0.3              | inconnu     | décembre 1988       | 6.1               | 6.0.3                  | 5.2                    | Publication pour le Macintosh IIcx.                                                       |
| 6.0.4              | Antares     | 1989                | 6.1.4             | 6.0.4                  | 5.2                    | Publication pour les Macintosh Portable et IIci.                                          |
| 6.0.5              | Big Deal    | mars 1990           | 6.1.5             | 6.0.5                  | 5.2                    | Publication pour le Macintosh IIfx.                                                       |
| 6.0.6              | Six Pack    | 1990                | 6.1.6             | 6.0.6                  | 5.2                    | Jamais officiellement publiée. Prévue pour les Macintosh LC, IIsi et Classic.             |
| 6.0.7              | inconnu     | 1990                | 6.1.7             | 6.0.7                  | 5.2                    | Publication officielle pour les Macintosh LC, IIsi et Classic.                            |
| 6.0.8              | Terminator  | 1991                | 6.1.8             | 6.0.8                  | 7.0                    | Mise à jour du logiciel d'impression : compatibilité avec celui du Système 7              |
| 6.0.8L             | inconnu     | 1992                | 6.1.8             | 6.0.8                  | 7.0                    | Utilisable uniquement sur les Macintosh Classic, Classic II, LC, LC II, et PowerBook 100. |